# Gran Incendi de Podil
El Gran Incendi de Podil —Велика пожежа, Velyka pozhezha (ucraïnès)— va començar durant el matí del 9 de juliol de 1811 al barri comercial de Podil, a Kíev (Kyiv), la capital d'Ucraïna. El foc va durar tres dies i gairebé va destruir quasi tot el barri. Abans del foc, Podil era el barri més densament poblat de la ciutat: de les 3.672 cases que hi havia a Kíev, 2.068 es trobaven en aquell barri.
S'ha especulat que els causants de l'incendi podrien haver estat espies francesos en el context de la invasió francesa de Rússia. Tanmateix, la versió oficial dels fets, assenyalava com a responsables a una colla de nens que jugaven amb foc.
La força del foc va ser atiada per forts vents i una gran sequera, d'una magnitud tan important que fins i tot el proper riu Dnièper va quedar sec.
Més de 2.000 cases, 12 esglésies i 3 monestirs van ser destruïts per l'incendi. Entre tota aquesta destrucció, alguns edificis van salvar-se, entre ells el palau de Pere I. Segons les cròniques de l'època, el fum es veia des de més de 130 km de distància. En referència al gran incendi, el director de l'Institut Kiev Myshkovsky núm. 3 va declarar:
| «                 | [és el] tercer des de la fundació de la ciutat, i el primer des dels temps de Batyi [Khan]". | » |
| — Makarov, p. 368 |                                                                                              |   |

El 1812 va ser dissenyat un projecte per la reconstrucció de Podil pels arquitectes Geste i Melensky. El pla va redibuixar els carrers del barri, creant les illes de cases de planta quadrada existents fins avui dia. El foc va mostrar la vulnerabilitat dels edificis de fusta de la ciutat, alguns del qual més tard serien reconstruïts amb pedra. La reconstrucció també va comportar l'aixecament de molts dels edificis destacables de la ciutat, com la Casa de Contractes i Gostnyi Dvir.
No obstant això, alguns carrers van romandre en l'estat en que eren abans del foc. Entre ells: Borychiv Tik, Pokrovska, Pritisko-Mykilska i per.Khoryva.